# Deutsche Uhrmacher-Zeitschrift
Deutsche Uhrmacher-Zeitschrift (DUZ) war laut ihrem Untertitel eine Fachzeitung für den Uhren-, Schmuck- und Bijouteriewaren-Markt. Als Nachfolgerin verschiedener Periodika, zuletzt des Nachrichtenblattes für das Uhrmacher-Handwerk, erschien das Blatt unregelmäßig von 1949 bis 1971 im Rühle-Diebener Verlag in Stuttgart.
Die DUZ mit der ISSN 0012-0863 enthielt teilweise die später in ihr aufgegangenen Beilagen Fachkunde am Ladentisch und die Werkstattkartei des Uhrmachers.
Die DUZ ging in der Goldschmiede-Zeitung auf.